# Project Pitchfork
Project Pitchfork es una banda de Electro-gothic procedentes de Alemania.

## Historia
Project Pitchfork se formó en 1989, en Hamburgo fruto del encuentro casual, de Peter Spilles y Dirk Scheuber en un concierto de Girls Under Glass.
El nombre con el que se le da a este proyecto fue Pitchfork, cosa que se decidió abriendo al azar un diccionario de inglés. Y aunque fue una solución provisional en principio, quedó tal cual desde su primera maqueta hasta hoy en día.

### 1990
En 1990 realizan su primera presentación en el club Kir de Hamburgo, donde además conocieron a Kai Lotze, que más tarde se convirtió en su mánager. Ese mismo año publican una maqueta con 9 canciones bajo el título de 'K.N.K.A. (Killing Nature Killing Animals)', la edición se agotó por completo en poco tiempo.

### 1991
Con el creciente éxito en 1991 Project Pitchfork firma un contrato con la discográfica Hypnobeat. Este sello sería el que publicara el primer álbum de la banda 'Dhyani'. Este trabajo grabado en tan solo 3 días logró un nuevo sonido que dirimió la barrera existente entre la EBM y la darkwave, añadiendo atmósferas que rebajaran la dureza de la primera y dándole un mayor contenido electrónico a la segunda.
En septiembre aparece su maxi 'Pshychich Torture' con temas como 'Precious New World' o el remix de 'K.N.K.A.', con el que se haría camino en los clubs.

### 1992
Lanzamiento del segundo álbum,'Lam-bras', que fue un éxito, especialmente el tema 'Conjure' que se convirtió en un auténtico rompepistas en los clubs. En este disco supone un paso adelante en su trabajo mostrando un lado más melódico.
En octubre de ese mismo año el tercer álbum, 'Entities', un punto de inflexión en su carrera ya que cambia no solo la música, que es más atmosférica y menos orientada al baile, sino el propio concepto del álbum, concebido ahora como un todo y no una simple sucesión de canciones. De este modo, entre los temas individuales se sitúan unos interludios llamado 'mirrors' los cuales entretejen todos los temas, de modo que 'Entities' resulta no ser más que una única canción larga, además de un ejercicio de esoterismo por parte de la banda.

### 1993 - 1994
Project Pitchfork comienza a acentuar el contenido filosófico de su música, cambiando en el proceso desde una máquina de música a una visión del mundo, sin forzar la sensibilidad del oyente. El tema 'Souls' resultó ser un gran éxito también en los clubes de música indie en Alemania en la primavera del 1993, además se hizo un EP de remixes con el título 'Souls/Island' en el que se ofrecía una versión más potente y áspera, aunque ofrecía un contrapunto en la voz femenina de Patricia Nigiani. 
Este mismo año abandona Hypnobeat debido a diferencias de opinión. Así pues, a finales de 1993 cuando sacan el maxi 'Carrion', este apareció ya en el sello Off-Beat. Así como también el álbum 'IO' que salió en febrero de 1994 y que fue el primero que entró en las listas de éxito alemanas, y del cual realizaron su primera gira por Alemania.

### 1995 - 1996
Crea su propio sello discográfico, Candyland Entertainment, en el que también dio cobijo a otras bandas. En septiembre de ese año su álbum, 'Alpha Omega', consigue llegar al número 30 en las listas de éxito alemanas. 'CH'I', un nuevo maxi de remixes, y una nueva gira alemana en octubre.
En 1996 aparece un 'best of' para el mercado americano y re-importado para Europa por Off-Beat, con el título de 'The Early Years ´89 - ´93' conteniendo su mejor trabajo hasta 'Souls', aunque realizado de espaldas a la banda. También ve la luz un maxi, 'En garde', con 3 nuevas canciones. 

### 1997 - 1998
En febrero de 1997 sale el álbum, título de 'Chakra: Red!'. Por primera vez desde 'Dhyani' Spilles y Scheuber escriben mano a mano las letras, así como también Jurgen Jansen que aporto dos temas.
En 1998 Project Pitchfork firmó con el sello discográfico multinacional Eastwest Records.

## Miembros
- Peter Spilles – voz
- Patricia Nigiani – voz, teclados (1989-1994)
- Dirk Scheuber – teclados
- Jürgen Jansen – teclados
- Achim Färber – batería
- Carsten Klatte – guitarra

## Discografía

### Álbumes &EP
- 1990 - K.N.K.A. (TAPE)
- 1990 - Demoniac Puppets (TAPE)
- 1991 - Dhyani (LP / CD)
- 1992 - Lam-'bras (LP / CD)
- 1992 - Entities (Box / CD)
- 1993 - Souls / Island (EP)
- 1994 - IO (DLP / Box / CD)
- 1995 - Corps d'Amour (EP)
- 1995 - Alpha Omega (Box / CD)
- 1995 - Ch'i (EP)
- 1997 - !CHAKRA:Red! (CD)
- 1998 - Eon:Eon (CD+3" / CD)
- 2001 - Daimonion (CD)
- 2002 - Inferno (CD)
- 2005 - Kaskade (LP / CD)
- 2007 - Wonderland/ One Million Faces(CD)
- 2009 - Dream, Tiresias! (CD)
- 2010 - Continuum Ride (CD)
- 2011 - Quantum Mechanics (Box/CD)
- 2013 - Black (CD)

### Sencillos & Maxi
- 1991 - Psychic Torture (12" / CDM)
- 1991 - Precious New World (7")
- 1992 - Entities Box Bonus MCD ("Little Entities") (CDM)
- 1993 - Carrion (CDM)
- 1994 - Little Io (CDM)
- 1994 - Renascence (CDM)
- 1996 - En Garde! (CDM)
- 1997 - 2069 A.D. (Promo CDM)
- 1998 - Steelrose (CDM)
- 1998 - Carnival (CDM)
- 1998 - Little Eon (CDM)
- 1999 - I Live Your Dream (CDM)
- 2001 - Existence 1 (CDM)
- 2001 - Existence 2 (CDM)
- 2001 - Timekiller (CDM)
- 2001 - Awakening (Promo CDM)
- 2002 - View From A Throne (CDM, Promo CDM)
- 2002 - Trialog (CDM, Promo CDM)
- 2005 - Schall und Rauch (Promo CDM)
- 2005 - Altera Forma remixes Project Pitchfork (MP3)
- 2006 - Wonderland (MP3)
- 2006 - One Million Faces (MP3)
- 2006 - Ich will leben (CDM, junto con Unheilig)
- 2007 - One Million Faces, Wonderland (CDM)

### Compilación / Grabaciones en vivo
- 1996 - The Early Years (CD)
- 1997 - Live 97 (CD)
- 2001 - Collector - Lost And Found (DCD)
- 2003 - Collector - Fireworks And Colorchange (DCD)
- 2003 - Live 2003 / 2001 (CD)

### Video / DVD
- 1992 - Va I Luce (VHS)
- 1993 - Entities Tour (VHS)
- 1994 - Glowing Like IO (VHS)
- 1996 - Alpha Omega Live (VHS)
- 1999 - Live '99 (VHS)
- 2002 - Collector - Adapted For The Screen (DVD)
- 2004 - Live 2003 (DVD)

### Otros
- 1996 - Pictorial (Bildband)
- 2005 - Russian Existence - A Tribute To Project Pitchfork (CD)